# Облога Старого Бихова (1654)
Облога Старого Бихова — перша облога військами запорізьких козаків фортеці Старий Бихів в роки московсько-польської війни 1654—1667 років під час Государевого походу 1654 року. Облога продовжувалася 3 місяці з 19 (29) серпня й завершилася 16 (26) листопада невдачею і поразкою запорозько-московського війська.

## Передумови
Вже на самому початку Московсько-польської війни 1654—1657 років, під час Государевого походу 1654 року розгорнувся широкомасштабний наступ московських військ на землі Великого князівства Литовського, яке на той час вже перебувало в складі Речі Посполитої. Як взаємну допомогу в знак визнання влади царя Олексія Михайловича над Україною відповідно до Переяславської угоди, гетьман Богдан Хмельницький направив на підтримку московським військам козачий корпус Івана Золотаренка, що налічувало близько 20000 осіб в складі Ніжинського, Чернігівського і Стародубського полків. Спочатку планувалося приєднання козацького корпусу до головних сил московської армії, які наступали на Смоленськ, однак Золотаренко за згодою Хмельницького зробив самостійні дії в південно-східній Білорусі, послідовно захопивши міста Речицю, Жлобин, Стрешин, Рогачов, Гомель, Чечерськ, Славгород і Новий Бихів. Останньою фортецею, яка заважала встановленню контролю над Подніпров'ям був Старий Бихів, облогу якого козацькі війська розпочали на початку вересня 1654 року.

## Стан фортеці напередодні
Старий Бихів, що належав підканцлеру литовському Казимиру Леву Сапезі, на відміну від більшості інших державних фортець, на початку війни був однією з найукріпленіших фортець на території Великого князівства Литовського. Місто було оточене земляними валами заввишки 7-8 метрів, і шириною біля підніжжя рівною 30 метрам, крім того, воно було посилено 11 бастіонами й равелінами. Саме місто складалося переважно з чоловічого населення. У місто вели троє воріт, а зі сходу воно було прикрите Дніпром і кам'яним замком розміром 77 на 100 метрів. Фортеця була рясно забезпечена провіантом і боєприпасами на більш ніж річну оборону. Чисельність же гарнізону складалася з 600 осіб найманої піхоти, 200 гайдамаків, 100 драгунів, близько 300 представників шляхти 1000 євреїв та 2000 озброєних городян. Вони були об'єднані у 21 хоругву і роту. Артилерія налічувала 4 важких і 26 польових гармат.

## Хід облоги
До початку облоги корпус Івана Золотаренка налічував лише трохи більш ніж половину від свого початкового складу, оскільки значні сили були відправлені в рейди по литовській території. Козаки не мали значної артилерії, до початку походу в корпусі було всього 7 польових гармат, тому приступили до тривалої облоги. Значні сили гарнізону дозволяли здійснювати постійні вилазки. Найбільша сталася 22 вересня (2 жовтня), коли оборонці зруйнували два козацьких шанці, захопили три гармати й завдали осаджувачам втрат. Наближення зими й небезпека литовського контрнаступу змусили Золотаренко наприкінці листопада зняти облогу міста і відступити до Нового Биківа. А вже 31 грудня (10 січня) того ж року в фортецю прибули литовські війська під командуванням гетьманів Януша Радзивілла та Вінцента Корвіна-Госевського. Після зняття облоги багато шляхтичів і міщан поїхали зі Старого Бихова, після чого чисельність його захисників знизилася. І лише тільки в травні 1655 року військо Золотаренка знову взяло місто в облогу, однак і ця спроба в кінці завершилася провалом.

## Значення
Невдала облога Старого Бихова ускладнила дії московського війська, оскільки не дозволила встановити безперешкодний шлях по Дніпру, що зв'язав би два театри воєнних дій — Білорусіь та Україну. Крім цього фортеця стала базою для зимового контрнаступу литовських військ, який в кінці скінчився невдачею, що спричинила ще дві облоги, але саме місто було взяте лише на початку 1657 року, вже після підписання Віленського перемир'я.